# Bayerische Schiffbaugesellschaft
Koordinaten: 49° 47′ 56″ N, 9° 9′ 40″ O
Die Bayerische Schiffbaugesellschaft (BSG) war ein 1918 gegründetes Schiffbauunternehmen in Erlenbach am Main.  Es ging aus einem bereits seit 1652 im gegenüberliegenden Wörth betriebenen Vorgängerbetrieb hervor. Die einst größte Schiffswerft Bayerns musste im Jahre 1997 Konkurs anmelden und wurde danach zur „Erlenbacher Schiffswerft Maschinen- und Stahlbau GmbH“ umfirmiert.

## Geschichte

### Bis 1918
Seit 1652 waren Mitglieder der Familie Schellenberger als Boots- und Schiffbauer in Wörth tätig, wo sie hölzerne Mainschiffe, Schelchen, und kleinere Nachen herstellten.  Der Betrieb florierte und in den Jahren 1704 bis 1707 sind Pachtzahlungen für Gemeindeland in Erlenbach am nördlichen Mainufer bekundet, wohin die Schellenberger in diesen Jahren ihren Bootsbau ausgeweitet hatten.  Danach scheint die Ausbreitung des Spanischen Erbfolgekrieges nach Mainfranken und Unterfranken den Schiffbau in Wörth erheblich reduziert und den in Erlenbach erst einmal zum Erliegen gebracht zu haben.  Zwar erholte sich der Wörther Schiffbau im Laufe der Zeit wieder, aber mit der Eröffnung von Eisenbahnlinien zwischen Frankfurt und Würzburg (1854) und zwischen Aschaffenburg und Miltenberg (1876) ging die Schifffahrt auf dem Main erheblich zurück, und damit auch der Schiffbau in Wörth.  1916 bestand von einst fünf Betrieben nur noch der des Schiffbaumeisters Anton Schellenberger.
1897 vollzog Schellenberger den Wechsel vom handwerklichen zum industriellen Schiffbau und legte sein erstes eisernes Schiff auf Kiel, dem bald Nachen, Pontons, Fähren, Eimerkettenbagger, Kettenschleppschiffe und Schleppkähne folgten.  Der Aufschwung seiner Werft wurde durch die fortschreitende Kanalisierung des Mains begünstigt, da dies größere Schiffstiefen erlaubte und damit die Möglichkeit eröffnete, Schiffe größeren Ausmaßes für den Betrieb auf dem Rhein und anderen Binnengewässern zu bauen. Beschwerden der Nachbarn bei der unteren Staatsaufsichtsbehörde, dem Kgl. Bezirksamt in Obernburg, über den erheblich angewachsenen Lärm beim Nieten von eisernen Schiffen führten allerdings dazu, dass man schon 1905 in Obernburg eine Verlegung der Werft anordnen wollte, was aber durch die Vermittlung der Stadt Wörth abgewendet werden konnte.  Die immer größeren Dimensionen der Eisenschiffe ließen die Werftanlage bald zu klein werden. Der bislang 107 m lange Schiffbauplatz wurde 1911 gegen die hartnäckigen Einsprüche einiger Nachbarn auf 119 Meter ausgedehnt, so dass die 56 m lange Neubauwerft und die Reparaturhelling für Holzschiffe nebeneinander lagen.  Bis 1914 verließen 150 Neubauten mit einer Tragfähigkeit von bis zu 500 t die Werft.

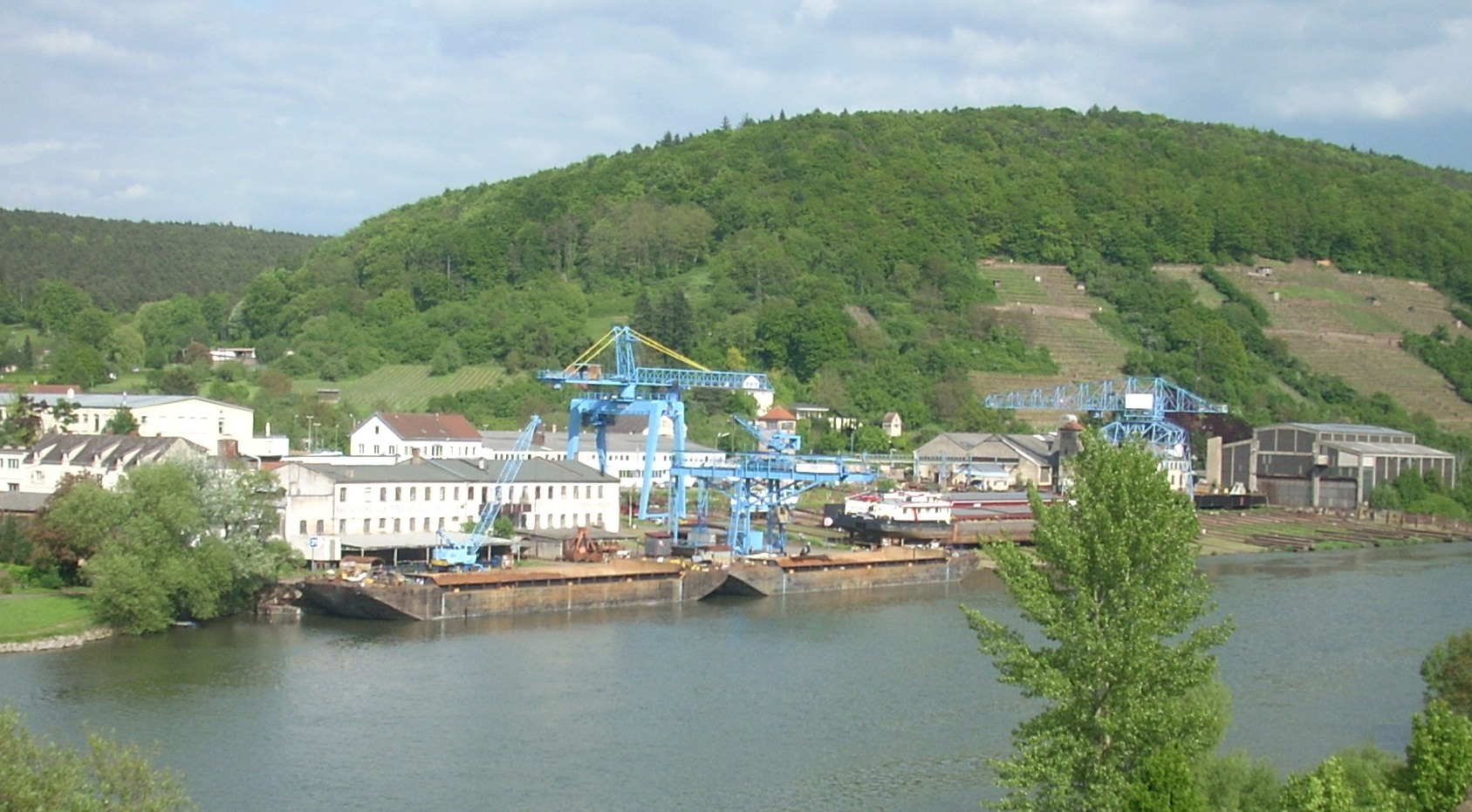
Schiffsbauwerft in Erlenbach

Dennoch sah Anton Schellenberger sich schließlich aus Platznot und wegen nachbarlicher Beschwerden 1917 gezwungen, die Verlegung seines Betriebs an das andere Mainufer nach Erlenbach zu betreiben, wo ihm die Gemeinde ausreichend Platz zur Verfügung stellte.  Dort bestand die Möglichkeit, die Werft zu modernisieren und erweitern.  Im Frühjahr 1918 wandelte Schellenberger seine Firma in eine Gesellschaft um, die „Bayerische Schiffbaugesellschaft mbH, vorm. Anton Schellenberger“ (BSG).  Die endgültige Genehmigung zur Ansiedlung in Erlenbach erfolgte im Oktober 1918.

### 1918–1945
Die Werft begann ihre Arbeit nach dem Krieg mit Reparationslieferungen für das Deutsche Reich. Ab 1922 folgte der Bau von Kähnen und Rhein-Herne-Kanal-Schiffen. Die Zahl der Beschäftigten stieg von 60 im Jahre 1920 auf 550 im Jahre 1925.  Ein empfindlicher Rückschlag erfolgte mit der Besetzung des Ruhrgebiets im Herbst 1923, denn sie legte die gesamte Rheinschiffahrt still, womit für die BSG auch die Reparatur von Rheinschiffen ausfiel.  Da auch Reichsaufträge nicht rechtzeitig einliefen, musste der Betrieb bis auf einen kleinen Wartungstrupp am 7. Dezember 1923 vorübergehend stillgelegt werden. Danach ging die Entwicklung des Unternehmens, der größten Schiffbaugesellschaft in Bayern, weiter und 1930 beschäftigte es bereits wieder 320 Menschen. Bis 1939 liefen in Erlenbach fast 550 Schiffsneubauten vom Stapel.
Im Zweiten Weltkrieg baute die BSG vornehmlich Marinefährprähme und Artillerieträger für die Kriegsmarine und Landungsboote für das Heer.  Die Zahl der Beschäftigten stieg auf 420 im Jahre 1941.

### 1945–1996
Der Betrieb ruhte nach der Besetzung von Erlenbach durch amerikanische Truppen zu Ostern 1945 nur etwa fünf Wochen. Dann wurde er mit dem Bau von 19 Fahrbrücken wieder aufgenommen, die die gesprengten Mainbrücken vorläufig ersetzten. Auch der Schiffbau begann sehr bald wieder, und Mitte der 1950er Jahre stand die BSG mit ihrer Produktion tonnagemäßig an der Spitze aller deutschen Binnenschiffswerften. 1952/53 baute die Werft ihre ersten Seeschiffe – die ersten in Bayern gebauten Seeschiffe – zwei Motortanker mit jeweils 1125 t Tragfähigkeit für den Atlantikdienst, die über den Main und den Rhein in die Nordsee gelangten. Das größte in Erlenbach gebaute Seeschiff, 88 m lang und mit 2750 t Tragfähigkeit, lief 1959 vom Stapel. Ab 1960 erfolgte auch der Bau von schnellen Patrouillenbooten für den Marineeinsatz im In- und Ausland, wie z. B. 1961/62 die 13 Boote der „Belatrix“-Klasse für die portugiesische Marine.

### 1996-heute

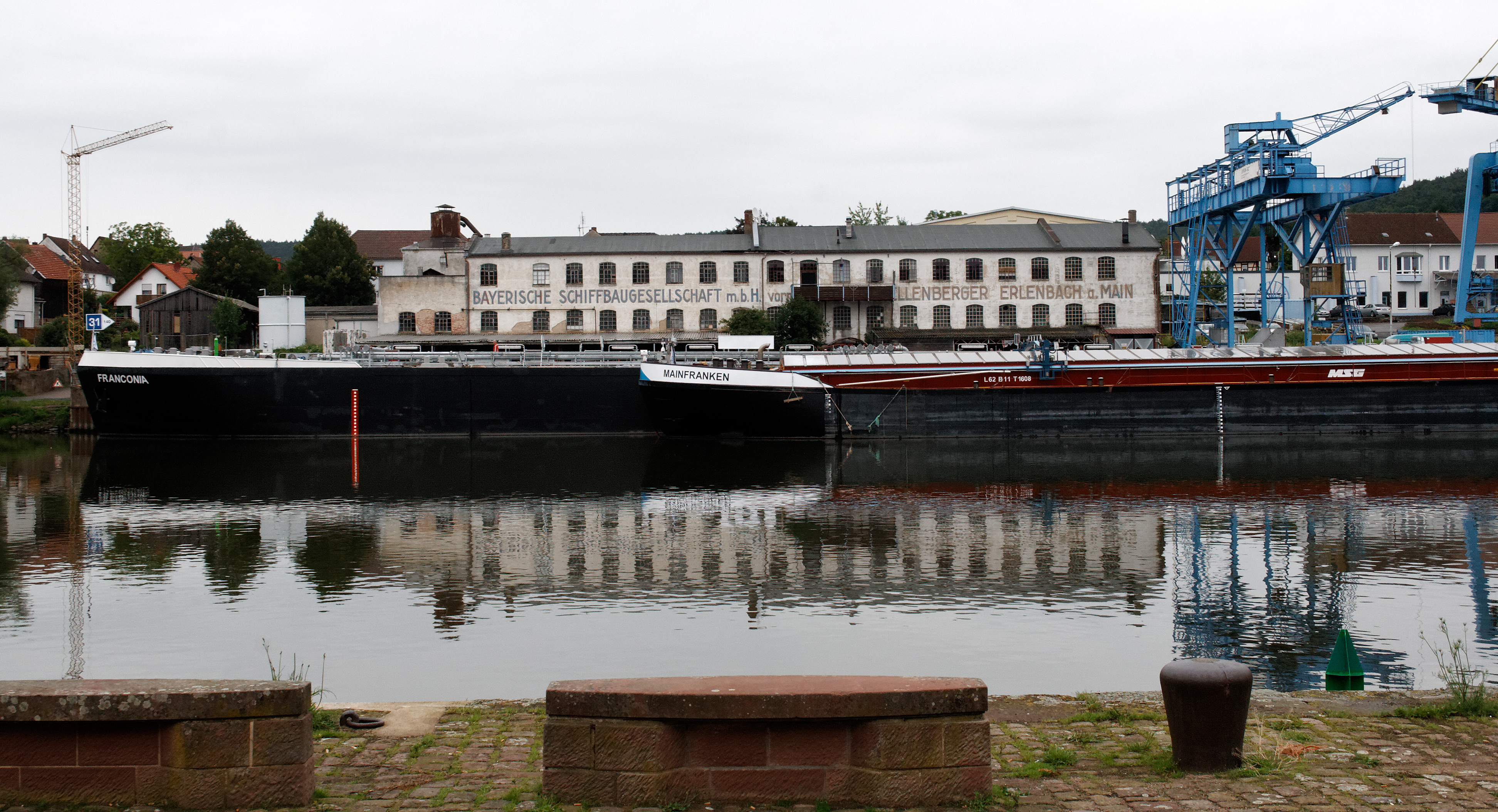
Erlenbacher Schiffswerft Maschinen- und Stahlbau GmbH; früher Bayerische Schiffbaugesellschaft (Juni 2011)

Obwohl die BSG mit ihrer Belegschaft von über 300 Mitarbeitern (1970) weiterhin zu den führenden Binnenschiffswerften in Deutschland zählte, war das Unternehmen in den 1990er Jahren aufgrund des seefernen Standortes und der sich verschärfenden Krise im Werftensektor der internationalen Konkurrenz nicht mehr gewachsen.  Eines der letzten bei der BSG vom Stapel gelaufenen Schiffe war das 1995 in Dienst gestellte Fischereiaufsichtsboot Steinbutt des Landes Mecklenburg-Vorpommern.  Die BSG wurde 1996 von der österreichischen Firma DOMARIN übernommen.  1997 wurde Insolvenz angemeldet.  Das Unternehmen wurde danach zur „Erlenbacher Schiffswerft Maschinen- & Stahlbau GmbH“ umfirmiert und ging als familieninterne Betreibergesellschaft in den Privatbesitz der DOMARIN-Eigner, der Familie Brunner, über.  Die Werft, mit ca. 50.000 m² und einer 102 m langen und komplett sanierten Helling, kann Schiffe bis 135 m Länge hellingen.  Sie ist heute die einzige Hellingsanlage für Schiffe dieser Größe zwischen Duisburg und Linz.  Unter den seit der Umstrukturierung gebauten Neubauten sind ein Seenotrettungskreuzer für den Iran und Hochseeschlepper für Kamerun.